# Dunalia fasciculata
Dunalia fasciculata là loài thực vật có hoa trong họ Cà. Loài này được (Miers) Sleumer mô tả khoa học đầu tiên năm 1950.